# Hötorgsdemonstrationen i juni 1965
Hötorgsdemonstrationen i juni 1965 var den första större demonstrationen i Sverige mot USA:s engagemang i Vietnamkriget och kom att några veckor senare leda till Hötorgskravallerna.
Demonstrationen ägde rum måndagen den 14 juni 1965 vid fyratiden på eftermiddagen. På Hötorget i Stockholm demonstrerade två medicinstuderande, Sköld Peter Matthis och Åsa Hallström. De tillhörde en liten grupp från Svenska Clartéförbundet, som under våren protesterat mot USA:s involvering i Vietnamkriget. Deras flygblad krävde att USA skulle följa Genève-avtalet från 1954 och lämna Vietnam samt uppmanade till protest mot vad de menade var USA:s terror i Vietnam. På deras plakat stod "USA måste lämna Vietnam" på den ena sidan och "Vietnam/USA:s beskydd, terror för folket" på den andra. En polis beordrade dem att ta ner det. De vägrade och greps av polisen. Händelsen brukar betraktas som startpunkten för FNL-rörelsen i Sverige.
Demonstranterna hade haft muntlig kontakt med polisen och fått besked om att plakat och flygbladsutdelning var att betrakta som ”sandwichdemonstration" som inte fordrade skriftligt tillstånd.  Men den dagen menade polismännen på platsen att det var en förbjuden demonstration som de inte hade hört talas om. Sköld Peter Matthis och Åsa Hallström stod vid Millesstatyn och försökte argumentera, eftersom de uppfattade att de hade rätt att demonstrera. Poliserna var dock inte villiga att diskutera utan kallade på förstärkning. Flera bilar kom med påslagna sirener och mycket folk började samlas. När det var något tusental människor som blockerade Kungsgatan och Hötorget, bröt polisen sönder plakaten och förde in de två demonstranterna i ett par polisbilar.
Händelsen blev väl dokumenterad. Tidningsredaktionerna lyssnade alltid på polisradion och hade skickat dit fotografer långt innan polisförstärkningen hann fram. Dessutom råkade av en tillfällighet två betydande publicister flanera förbi. Den ene var professor Arne Trankell, en känd och ofta anlitad vittnespsykolog, och den andre var Vilhelm Moberg. Båda beskrev med förfäran sina iakttagelser i pressen. Särskilt Trankell var mycket upprörd över hur demonstranterna behandlats och skrev åtskilliga inlagor och debattartiklar.

## Efterspel
Kulturpersonligheter som Maria Wine och Artur Lundkvist slöt genast upp bakom demonstranterna för att värna om demokratin. Från och med nu genomfördes regelbundet demonstrationer på Hötorget mot USA. Parollen mot USA till stöd för FNL fick sitt historiska genombrott i Sverige och händelsen blev ett startskott för vietnamrörelsen. Senare fälldes Sköld Peter Matthis och Åsa Hallström i domstol, Åsa Hallström fick 12 dagsböter à 8 kr för våldsamt motstånd och Matthis 75 dagsböter à 8 kr för våldsamt motstånd och för obefogat åtal mot polisen. Domen mot Matthis ändrades i hovrätten till 50 dagsböter.